# Infiniti Q50
Infiniti Q50 — седан середнього класу виробництва японської компанії Infiniti, який в 2013 році замінив Infiniti G. 
В Японії він продається під назвою Nissan Skyline V37.

## Опис

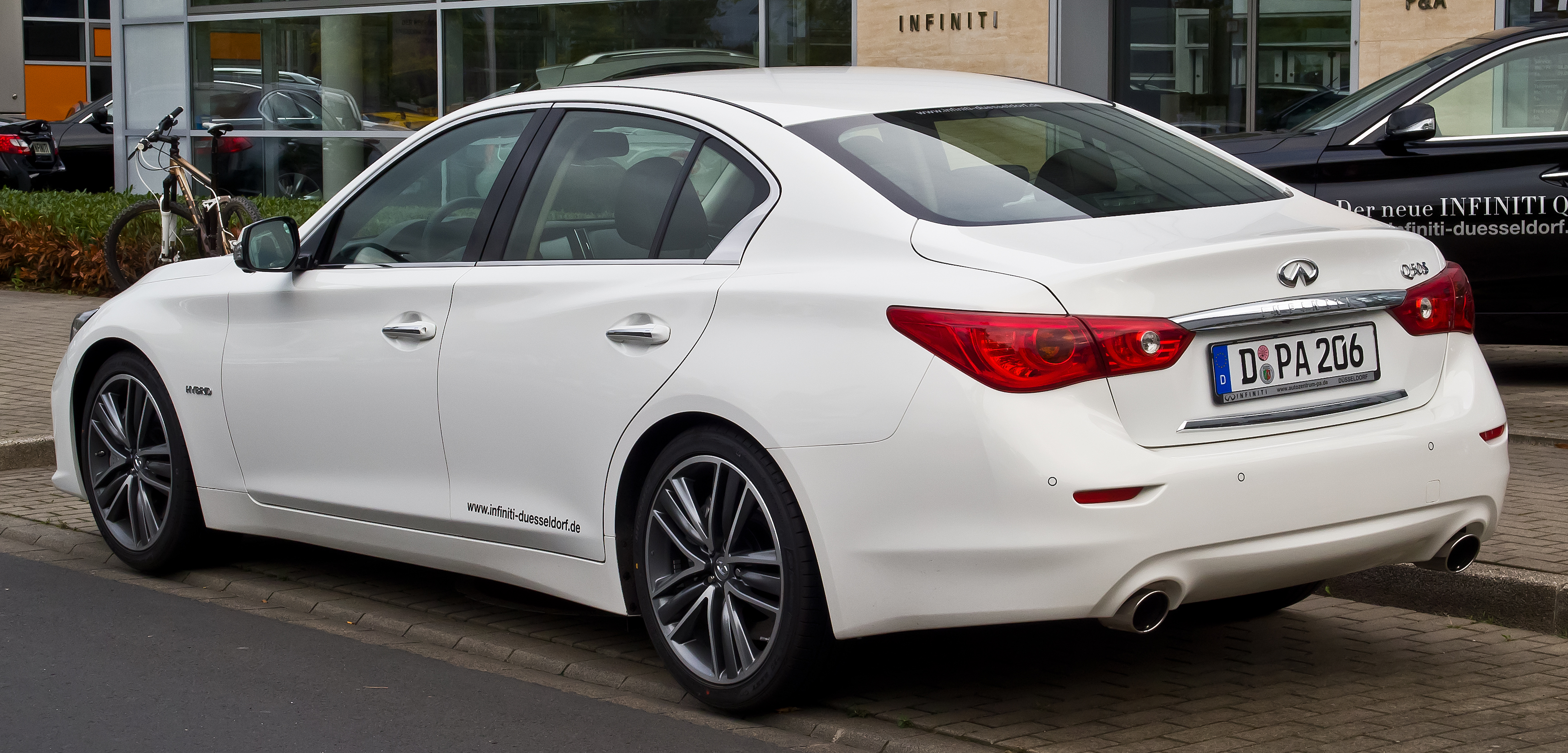
Infiniti Q50 S HYBRID

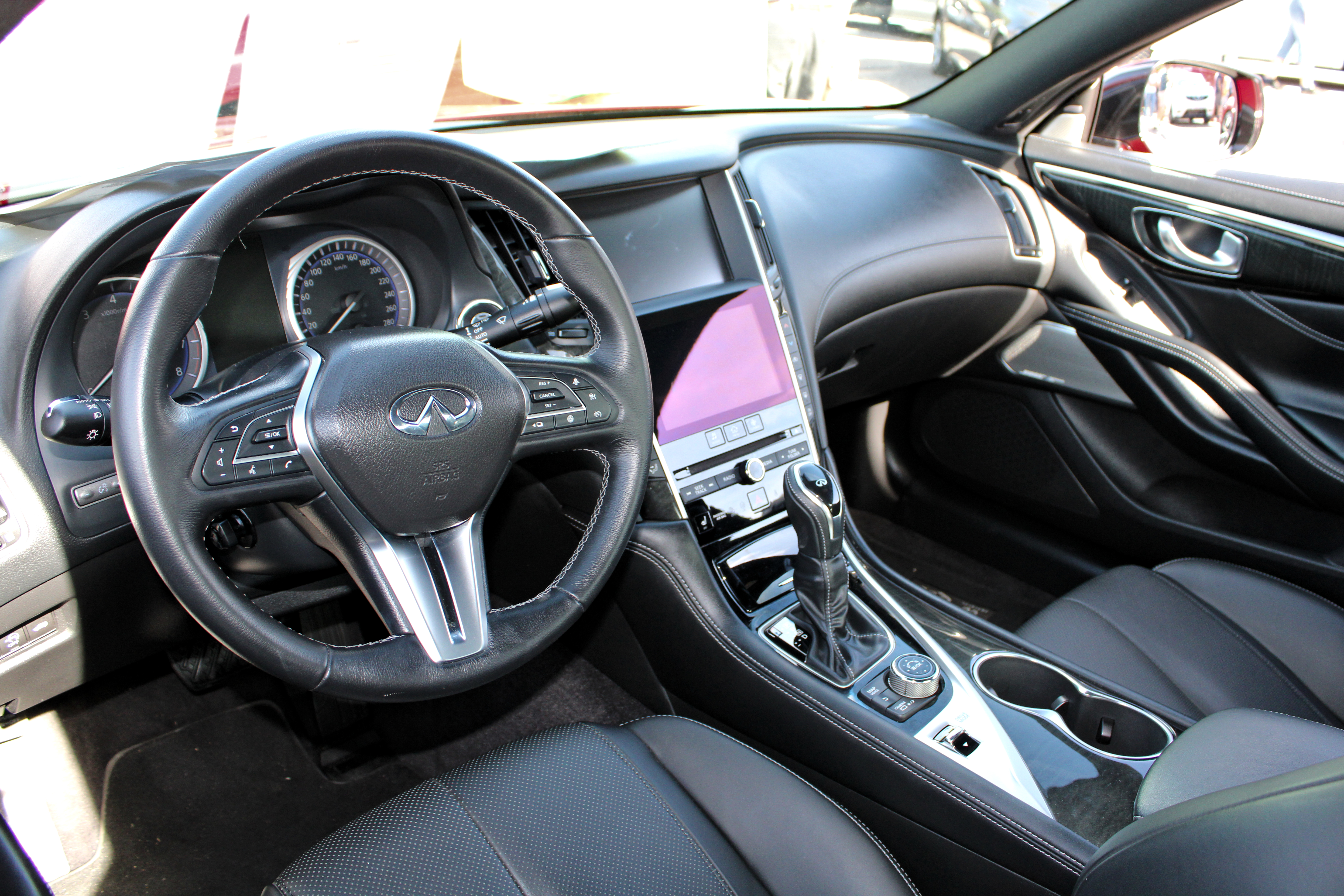
Салон

15 січня 2013 року на автосалоні в Детройті представлено Infiniti Q50. Автомобіль побудований на модернізованій платформі Nissan FM (front midship), як і Infiniti G37. У моторній гамі з'явився модернізований двигун 3,7 л V6 VQ37VHR потужністю 328 к.с., гібридна версія 3,5 л V6 VQ35HR сумарною потужністю 364 к.с., а також турбодизель 2,2 л OM651DE22LA з системою Common rail потужністю 170 к.с. виробництва Mercedes-Benz. Автомобіль отримав повний або задній привод. У продаж седан, надійшов навесні 2013 року.
Для Китайського ринку автомобіль отримує 2,0-літровий бензиновий турбо двигун потужністю 211 к.с. (від Mercedes-Benz Е-класу).
Представляючи автомобіль, японська компанія Nissan, ознаменувала початок нової стратегії маркування автомобільної продукції, згідно з якою кросовери і позашляховики будуть починатися з букв QX, а легкові машини з Q.
В 2020 році було додано підтримку сервісів Apple CarPlay і Android Auto в стандартну комплектацію. Також з виробництва зняли чотирициліндровий двигун для моделі Q50.
Infiniti оновила Q50 для 2021 модельного року. Седан отримав нову комплектацію Sensory. Лінійка кольорів кузова поповнилась двома відтінками сірого та синього.
Об'єм багажника Infiniti Q50 складає 382 л.
У серпні 2024 року Infiniti оголосила про припинення випуску Q50 у північноамериканській лінійці, причому підтверджено, що 2024 рік стане останнім модельним роком для США та Канади після одинадцяти років продажу. Скасування Q50 призводить до того, що Infiniti стає брендом, який продає лише позашляховики.

## Технічні характеристики
| Модель            | Код двигуна   | Об'єм     | Циліндри  | Потужність         | Крутний момент | 0–100 км/год | Vмакс.     | Витрати л/100 км |
| Бензинові         | Бензинові     | Бензинові | Бензинові | Бензинові          | Бензинові      | Бензинові    | Бензинові  | Бензинові        |
| ----------------- | ------------- | --------- | --------- | ------------------ | -------------- | ------------ | ---------- | ---------------- |
| 2.0t Р4 16V       | M274 DE20 AL  | 1991 см³  | Р4        | 157 кВт (211 к.с.) | 350 Нм         | 7,3 с        | 245 км\год | 9,3              |
| 3.0t V6 24V       | VR30DDTT      | 2997 см³  | V6        | 221 кВт (304 к.с.) | 400 Нм         |              |            |                  |
| 3.0t V6 24V       | VR30DDTT      | 2997 см³  | V6        | 298 кВт (405 к.с.) | 475 Нм         |              |            |                  |
| 3.7 V6 24V        | VQ37VHR       | 3696 см³  | V6        | 245 кВт (328 к.с.) | 365 Нм         |              |            |                  |
| Дизельний         |               |           |           |                    |                |              |            |                  |
| 2.2 Р4 16V        | OM651 DE22 LA | 2143 см³  | Р4        | 125 кВт (170 к.с.) | 400 Нм         |              |            |                  |
| Гібридний         |               |           |           |                    |                |              |            |                  |
| 3.5 V6 24V hybrid | VQ35HR        | 3498 см³  | V6        | 268 кВт (364 к.с.) | 546 Нм         |              |            |                  |

## Продажі
| рік  | США    | Канада |
| ---- | ------ | ------ |
| 2013 | 17,816 | 1,272  |
| 2014 | 36,899 | 3,242  |
| 2015 | 43,874 | 3,295  |
| 2016 | 44,007 | 2,969  |
| 2017 | 40,739 | 2,413  |